# Kanal Cozumel
Kanal Cozumel je tjesnac između otoka Cozumel i poluotoka Yucatán, u Meksiku.